# Bela (Drava)
Béla je desni pritok Drave iz vzhodnih Haloz. Izvira v gozdnati grapi v gozdu Belšak nad vasjo Medribnik tik pod razvodnim slemenom, po katerem poteka slovensko-hrvaška državna meja; v zgornjem toku se imenuje Belica. Najprej teče proti severovzhodu, nato se obrne proti severu in teče po vse širši dolini skozi Medribnik, mimo Cirkulan in skozi Dolane. Ko se povsem približa Dravi, zavije proti severovzhodu pod vznožje gričevja in se izliva v Dravo tik pod strmim pobočjem hriba, na katerem stoji grad Borl. Iz gričevja na obeh straneh doline se vanjo stekajo številni majhni pritoki, nekoliko večja sta samo desni pritok Duga in levi Belana.
Zgornji del doline je bil v preteklosti mokroten in neposeljen, v njem je bilo več manjših ribnikov. V ostalem delu je bilo le nekaj domačij, ki so bile odmaknjene na nekoliko višje obrobje doline. V Dolanah ob spodnjem toku so domovi stali na višji pleistocenski terasi, pri današnjih Cirkulanah je bila v dnu doline opekarna. Na starem avstrijskem zemljevidu je ime potoka zapisano v obliki Bach Belliza.
Med Medribnikom in dolvodno od Cirkulan je potok reguliran in mestoma brez obvodnega grmovnega in drevesnega rastja, v ostalih delih je ostal v bolj ali manj naravnem stanju, obdan z ozkim pasom obvodnega rastja. Večina dolinskega dna je spremenjena v travnike in njive, ki ponekod segajo prav do struge, tu in tam se je ohranilo nekaj manjših mokrotnih habitatov. V Dolanah je v dolinskem dnu od leta 1998 obrat kovinske industrije ADK iz Spodnjih Hoč.
Večina porečja Bele je vključena v območje Natura 2000 (Vinorodne Haloze), v bližini izvira Bele je v gozdu Belšak manjša kraška jama Cingolica.